# Biberach (Roggenburg)

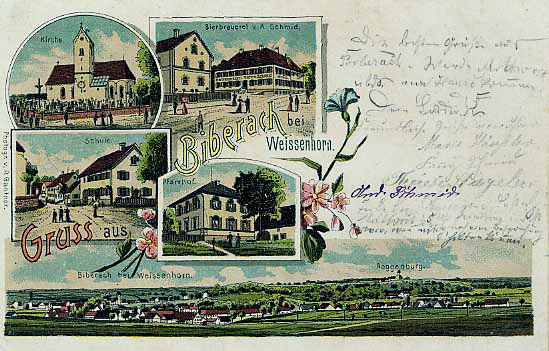
Biberach um 1900

Biberach ist ein Ortsteil der Gemeinde Roggenburg und liegt im Landkreis Neu-Ulm im Regierungsbezirk  Schwaben in Bayern.

## Lage
Durch Biberach fließt die namensgebende Biber. Der Hof Wenenden liegt an der Staatsstraße 2019 mit Blick ins Bibertal. 1825 wurde der Hof Dirrfelden nach Biberach eingepfarrt. Er liegt auf dem bewaldeten Höhenrücken zwischen Biber- und Rothtal.

## Geschichte
Hinter der Kirche soll früher eine Burg gestanden haben. 1490 wurden im Dorf schon 58 Feuerstätten gezählt, um 1820 umfasste es 64 Häuser mit 359 Bewohnern. Im 14. und 15. Jahrhundert gehörte das Dorf nahezu vollständig dem Kloster Roggenburg.
Am 1. Juli 1972 wurde Biberach in die neue Gemeinde Roggenburg eingegliedert.

## Bevölkerungsentwicklung
Es handelt sich um Einwohnerzahlen nach dem jeweiligen Gebietsstand bis 1970 und ohne die heute zugehörigen Ortsteile. Die Bevölkerungszahl im Ort von 1987 wurde als Gemeindeteil der Gemeinde Roggenburg angegeben. Die Zahlen sind Volkszählungsergebnisse mit Archivierungen des Internetportals Bavarikon des Freistaats Bayern.
| Jahr      | 1871 | 1925 | 1950 | 1970 | 1987 | 2021 |
| Einwohner | 354  | 391  | 565  | 516  | 610  | 770  |

## Kirche
Die Pfarrkirche ist dem heiligen Sebastian und der heiligen Ottilia geweiht. Sie hat einen gotischen Chor und einen Sattelturm. Ihre frühklassizistische Ausstattung erhielt sie 1787.
Schon 1398 wurde die Kirche dem Kloster Roggenburg inkorporiert. 1804 wurde Biberach nach der Säkularisation des Klosters wieder eigene Pfarre.

## Sonstiges
- Biberach hat 737 Einwohner (Stand: 30. Juni 2012).
- 1770 wurde erstmals eine Schule erwähnt, die seit 1829 in einem eigenen Schulhaus untergebracht ist.

## Baudenkmäler
Siehe: Liste der Baudenkmäler in Biberach

## Sport- und Kulturvereine
- Feuerwehrverein Biberach
- Hägar Faschingshaufa Biberach e. V.
- Katholische Landjugendbewegung Biberach
- Kirchenchor Biberach
- Musikkapelle Biberach e. V.
- Mutter-Kind-Gruppe Biberach
- Obst- und Gartenbauverein Biberach-Asch
- Schützenverein Biberach/Asch
- Seniorenkreis Biberach
- Soldaten- und Kameradschaftsverein Biberach-Asch
- SV Biberach
- Theaterkreis Biberach-Asch e. V.